# 安商守
安 商守（アン・サンス、1946年2月9日 - ）は、大韓民国の政治家。法曹出身で、2010年7月から2011年4月まで与党・ハンナラ党の代表最高委員（党首）を務めた。
本貫は順興安氏。カトリック教徒。ソウル大学校学士、高麗大メディア大学院最高位課程・ソウル大経営大学院修了。

## 略歴
1946年2月、韓国南東部の慶尚南道馬山府生まれ。馬山高等学校卒業後、ソウル大学校法科大学に進学。ソウル大学校に在学中、日韓基本条約反対デモや6・8不正選挙糾弾デモなど学生運動に係わり、6・8不正選挙デモでは集示法違反で罰金刑を受けている。大学卒業後は夜間中学の教師、会社勤めをした後、司法考試に合格した。全州、大邱、馬山、春川地方検察庁の検事を務める。1985年3月からソウル地検に勤務、その2年後の1987年1月に発生した朴鍾哲拷問致死事件の捜査に携わり、警察官による拷問の真相を明らかにした。その後自ら検事職を辞任した。検事辞任後は大韓弁護士会人権委員広報理事や京郷新聞論説委員の他、ソウル弁護士会人権委員長として当番弁護士制度の創設など、人権問題に積極的に関わった。また環境運動連合の指導委員や経済正義実践市民連合（経実連）の立法委員として市民運動にも携わった。
1996年4月の第15代総選挙で、当時の金泳三政権与党である新韓国党の公薦を得て果川市・義王市選挙区から出馬して当選を果たし、以後16代、17代、18代と連続4回当選している。この間、国会では、法制司法や財政経済、建設交通委員会などの委員、政治改革、障碍者、南北関係発展支援特別委員会委員、人事聴聞特別委員会、国勢調査特別委員会の委員を務めた。またハンナラ党では代弁人（スポークスマン）、人権委員長、院内代表など党の要職を務め、2010年7月14日の党大会で実施された党幹部選挙で新たな党代表（代表最高委員）に選出された。しかしハンナラ党の退潮を止められず、2011年4月27日に投開票された国会議員補欠選挙などで敗北。翌4月28日に辞任を表明した。
2012年4月の総選挙にはセヌリ党（12年1月、ハンナラ党から党名改称）の公薦を得ることができず出馬しなかった。
2014年7月1日、慶尚南道昌原市長（第22代）に当選。

## エピソード
2010年にハンナラ党代表在任時に延坪島砲撃事件を受け、翌日11月24日に延坪島を訪問中、砲撃で廃墟となった民家から砲弾らしいものを2つ見つけて「砲弾です」とカメラに向けて言ったが、後に魔法瓶だと分かった。これにより安が「入営忌避」「行方不明」などを理由として兵役の履行を先延ばし、最終的に高齢により兵役が免除されたことも批判を受けた。
2011年、国民日報の企画取材チームは2011年の国会議員の政治資金支出内訳を全数調査したところ、安は2010年にタコ料理屋で30回以上政治資金を使って食事をしたことがわかった。そのため、インターネット上では安を「タコ商守」「タコ虐殺者」と呼ぶようになった。
洪準杓とは関係がよくない。2010年の代表選の際、洪は安が1997年に犬の吠え声の原因で隣人を告訴したことを暴露したことにより、2人の関係が悪化した。2014年の慶尚南道知事選では安が対立候補を支持することについて、洪は前述の件に触れ、安側を「魔法瓶連帯」と揶揄した。
政治家の安相洙とはハングル表記が同じであるのに加え、出生年、出身校、所属党派も同じであるため、韓国ではよく混同される。